# Anita Garvin
Anita Garvin (geboren als Anna Frances Garvin; 11 februari 1906 – 7 juli 1994) was een Amerikaanse toneelartiest en filmactrice die zowel in het stille als het geluidstijdperk van de films werkte.   Na een carrière van vierentwintig jaar ging ze met pensioen. Vóór haar pensionering in 1942 verscheen ze naar verluidt in meer dan 350 korte films en speelfilms voor verschillende Hollywood-studio's.  Haar bekendste rollen zijn als ondersteunende personages in films geproduceerd door de Hal Roach studios in voornamelijk komedies van Laurel en Hardy en Charley Chase. 

## Eerste jaren en toneelcarrière
Anna Frances Garvin werd geboren in 1906 in New York, als middelste kind van drie kinderen van Anne Donovan en Edward J. Garvin.  Als kind was ze al dol op het spelen in theaterproducties. Dit versterkte haar verlangen om entertainer te worden. Dit werd ook  aangemoedigd door twee zussen die lid waren van een ander gezin dat in hetzelfde appartementencomplex woonde als de Garvins. De zussen waren danseressen in diverse vaudeville programma's. "Ze waren erg aardig tegen me", herinnerde Garvin zich in een interview uit 1978. "Ze leerden me verschillende stappen en ik oefende met ze." 
In 1918, toen ze twaalf jaar oud was, solliciteerde ze naar een baan als model in een van Mack Sennetts theatershows in New York. Toen de castingagent haar leeftijd vroeg, antwoordde Garvin: "'Nou, bijna 16'".  Ze kreeg de baan. Het jaar daarop sloot ze zich aan bij de Ziegfeld Follies en trad later op in The Earl Carroll Vanities.  In 1920 verscheen ze op het podium als "The Kirchner Girl", een vaudeville-act van 10 minuten geproduceerd door Ernest Brengk. 
De 14-jarige performer herschiep de poses van vrouwen in zeven verschillende schilderijen van kunstenaar Ernst Ludwig Kirchner. Voor elk gesimuleerd kunstwerk kon ze op het podium van kostuum wisselen door middel van een gordijn dat tussen twee kolommen hing. In de recensie van de act van 16 april 1920 stelt de veelgelezen handelskrant Variety: "Miss Garvin is een verbluffend uitziende brunette [sic] met een kurkachtig figuur, en bij uitstek geschikt voor de act."  Vervolgens verscheen ze in Herman Timberg 's Frolics uit 1922 voordat ze op tournee ging met de musical Sally .  Ze trad twee seizoenen op in die show en koos er in 1924 voor om in Californië te blijven toen de tour de staat verliet naar andere geplande locaties.  
In Hollywood begon Garvin te werken voor de komedies van de Christie Film Company. Ze herinnerde zich dat haar tegenspeler Bobby Vernon boter op de vloer liet vallen waarop ze stapte en tuimelde, waarmee ze haar carrière als komiek versterkte.  Charles Lamont liet haar werken voor Educational Pictures. Vervolgens werd ze in 1926 aangenomen door Hal Roach Studios, waar ze de daaropvolgende jaren in vele stille korte films verscheen met Charley Chase, James Finlayson, Max Davidson en Laurel en Hardy. Ze werd ook af en toe gecast in bijrollen in speelfilms. Met een statige aanwezigheid van 1,75", "haar vorstelijke gelaat en uitgestreken uitdrukking" maakte haar tot de perfecte komische tegenhangster. Garvin bleef indruk maken op Roach met haar talenten en aanwezigheid op het scherm, zo erg  dat hij haar later rangschikte als "Een van zijn beste actrices."  In een interview uit 1978 voor een artikel in de Los Angeles Times reflecteerde ze op haar veelvuldige werk met Stan Laurel in die periode:
One thing about Stan—with apologies to a lot of directors—they thought they were directing him. And they thought they were directing the picture. But Stan was the one...He was very clever about it. The director was never cognizant of the fact that he was not doing all the directing. Stan's mind was going all the time, always thinking of gags and things to do. The script didn't mean a thing.
Garvin verscheen in 11 Laurel- en Hardy-films. Tussen 1928 en 1929 had ze haar eigen serie, samen met collega-actrice Marion Byron waarin beide optreden als vrouwelijke tegenhangers van Stan en Ollie. De bekendste van de drie Garvin-Byron-komedies is A Pair of Tights, een "erkend meesterwerk"  waarin de meisjes op een dubbeldate gaan met een gierigaard gespeeld door Edgar Kennedy.
In het geluidstijdperk bleef Garvin werken in komedies geproduceerd door Educational, Warner Brothers, RKO Radio Pictures en Columbia Pictures . Ze bleef ook werken in korte films van Laurel en Hardy met Hal Roach, zoals in de release Blotto uit 1930, waarin ze Stan's boze vrouw speelt. Tien jaar later trad ze op in de Three Stooges film Cookoo Cavaliers uit 1940, waarbij ze kort verscheen als een klant die om schelvis vroeg.  

## Persoonlijk leven en overlijden
Op 15 maart 1926 trouwde Garvin in Ventura, Californië met Clement Beauchamp, een filmacteur en assistent-regisseur voor Fox Film .  Ze scheidden in 1930. 
Later in 1930, nadat ze haar scheiding van Beauchamp had afgerond, trouwde Garvin met Clifford "Red" Stanley, een bandleider en muziekredacteur voor een filmstudio . Hun huwelijk duurde bijna 50 jaar, tot de dood van Clifford in 1980 . Tijdens het eerste decennium van hun huwelijk bleef Garvin optreden in films, maar in 1942 stopte ze met acteren om meer tijd te besteden aan het opvoeden van haar twee kinderen . Tientallen jaren nadat ze het acteren verliet, bleven bioscoopbezoekers Garvins bijdragen aan de filmgeschiedenis herinneren en erkennen. The Sons of the Desert – een internationale organisatie die zich toelegt op de levens en films van Laurel en Hardy – eerde haar carrière tijdens hun ledenvergaderingen in 1978 en 1989.  
Vijf jaar na haar laatste optreden voor The Sons of the Desert stierf Garvin in het Motion Picture Country House and Hospital in Woodland Hills, Californië .
Ze ligt begraven in sectie E van de San Fernando Mission Cemetery in Mission Hills, Californië.